# 西村和雄
西村和雄（1946年—），日本京都大学经济研究所教授。西村曾经任日本经济学会会长，在日本经济学界比较活跃，而且研究领域颇广，特别在数理经济学与复杂经济学方面比较突出。

## 生平
- 1970年 东京大学学士
- 1972年 东京大学硕士
- 1977年 罗彻斯特大学经济学博士
- 1987年至今 京都大学经济研究所教授